# 蕭敏 (弘治進士)
蕭敏（1456年—？），字淳仁，江西贛州府寧都縣人，民籍，明朝政治人物。

## 生平
成化二十二年（1486年）丙午科江西鄉試第三十名舉人。弘治九年（1496年）中式丙辰科會試第八十七名，三甲第三十二名進士。

## 家族
曾祖蕭子盛；祖父蕭大章；父蕭韶，母鄧氏；繼母廖氏。慈侍下。